# Alfons XIII van Spanje
Alfons XIII Leon Ferdinand Maria Jacobus Isidoor Pascal Anton (Spaans: Alfonso León Fernando María Jaime Isidro Pascual Antonio de Borbón y Habsburgo-Lorena) (Madrid, 17 mei 1886 – Rome, 28 februari 1941) was vanaf zijn geboorte tot 1931 de koning van Spanje. Zijn moeder ging hem voor als koningin-regentes van Spanje. Zijn vader, Alfons XII, was koning van Spanje van 1875 tot diens plotselinge dood in 1885. Zijn grootmoeder is koningin Isabella II. Alfons XIII is de overgrootvader van koning Felipe VI van Spanje.

## Jeugd en vroege regering
Zijn moeder, koningin Maria Christina was de dochter van aartshertog Karel Ferdinand (1818 – 1874), een kleinzoon van keizer Leopold II, en aartshertogin Elisabeth (1831 – 1903). Zij baarde Alfonso zes maanden na de dood van zijn vader koning Alfons XII. Kanonnen vuurden 21 saluutschoten af terwijl premier Práxedes Mateo Sagasta de nieuwe koning op een zilveren blad aan het hof presenteerde. Vijf dagen later werd Alfons in een plechtige processie met de Orde van het Gulden Vlies om zijn hals naar de koninklijke kapel gebracht om gedoopt te worden met speciaal uit de Jordaan overgebracht water. Alfons had twee oudere zussen: infante Maria Mercedes (1880-1904) huwde met prins Karel Maria van Bourbon-Sicilië, een kleinzoon van koning Ferdinand II der Beide Siciliën. En infante Maria Theresia (1882-1912) huwde met prins Lodewijk Ferdinand van Beieren, een kleinzoon van koning Lodewijk I van Beieren. Alfons was een kleinzoon van koningin Isabella II en koning-gemaal Frans van Assisi van Bourbon.
Alfons bracht zijn eerste zeven levensjaren voornamelijk door in Madrid en de badplaats San Sebastián waar zijn moeder een paleis had. Maria Christina - die tot zijn zestiende jaar als regentes voor hem optrad - vreesde dat hij tuberculose van zijn vader kon hebben geërfd en zag erop toe dat hij veel tijd buiten doorbracht. Na zijn zevende verjaardag begon zijn opvoeding echt. Hij was een uitstekend student en kreeg les in Frans, Engels, Duits, Italiaans, natuurkunde, scheikunde, militaire en algemene geschiedenis, aardrijkskunde en literatuur. Ook was hij dol op paardrijden, zeilen, zwemmen en militaire oefeningen. Zijn culturele belangstelling was echter niet bijster groot.

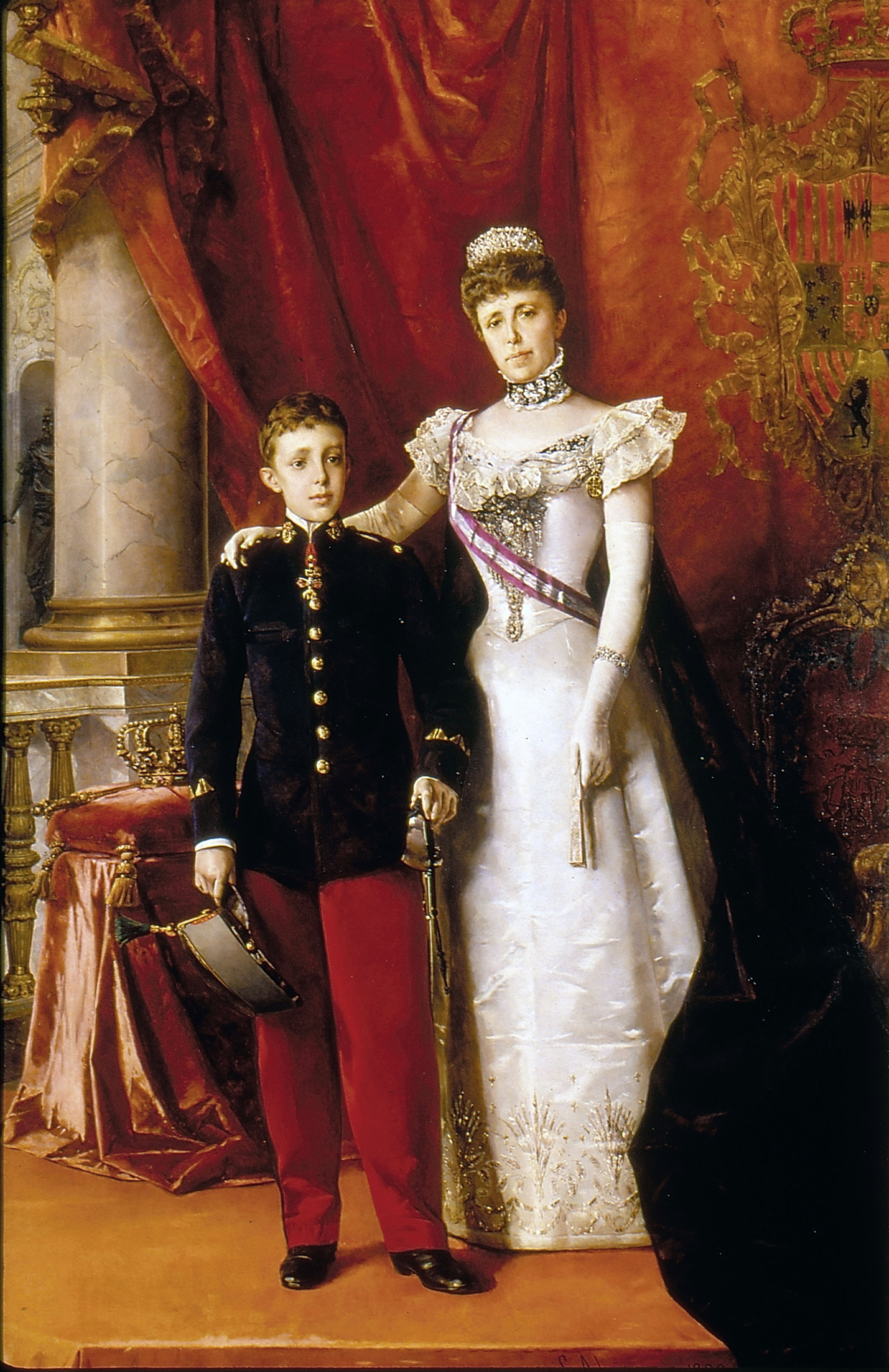
Alfons als kind met zijn moeder, Maria Christina

Alfons werd in 1902 zestien en nam de regering op zich. Meteen na zijn inhuldiging riep hij het parlement bijeen en berispte de minister van oorlog, die militaire academies zou laten sluiten. Hij beloofde voor de regering lastig te worden, maar al zijn besluiten moesten ook door een minister worden ondertekend.

## Huwelijk en kinderen
Ter ere van het bezoek in 1905 van de Spaanse koning aan Engeland gaf Edward VII van het Verenigd Koninkrijk  een diner. Daar ontmoette Alfons Eduards nichten, prinses Patricia van Connaught en prinses Victoria Eugénie van Battenberg (beiden kleindochters van koningin Victoria). In eerste instantie deed de koning een huwelijksaanzoek aan prinses Patricia, die hem echter afwees. Hierna verschoof zijn interesse naar prinses Victoria Eugénie. Zijn moeder Maria Christina protesteerde  tegen een huwelijk vanwege de morganatische herkomst van het geslacht Battenberg (zie ook: Alexander I van Bulgarije). Bovendien leden de broers van Victoria Eugénie, als zovele afstammelingen van koningin Victoria van het Verenigd Koninkrijk, aan de erfelijke ziekte hemofilie, een risicofactor voor de mogelijke troonopvolger. Inderdaad bleken later ten minste twee zonen van Victoria Eugénie van Battenberg aan deze ziekte te lijden.

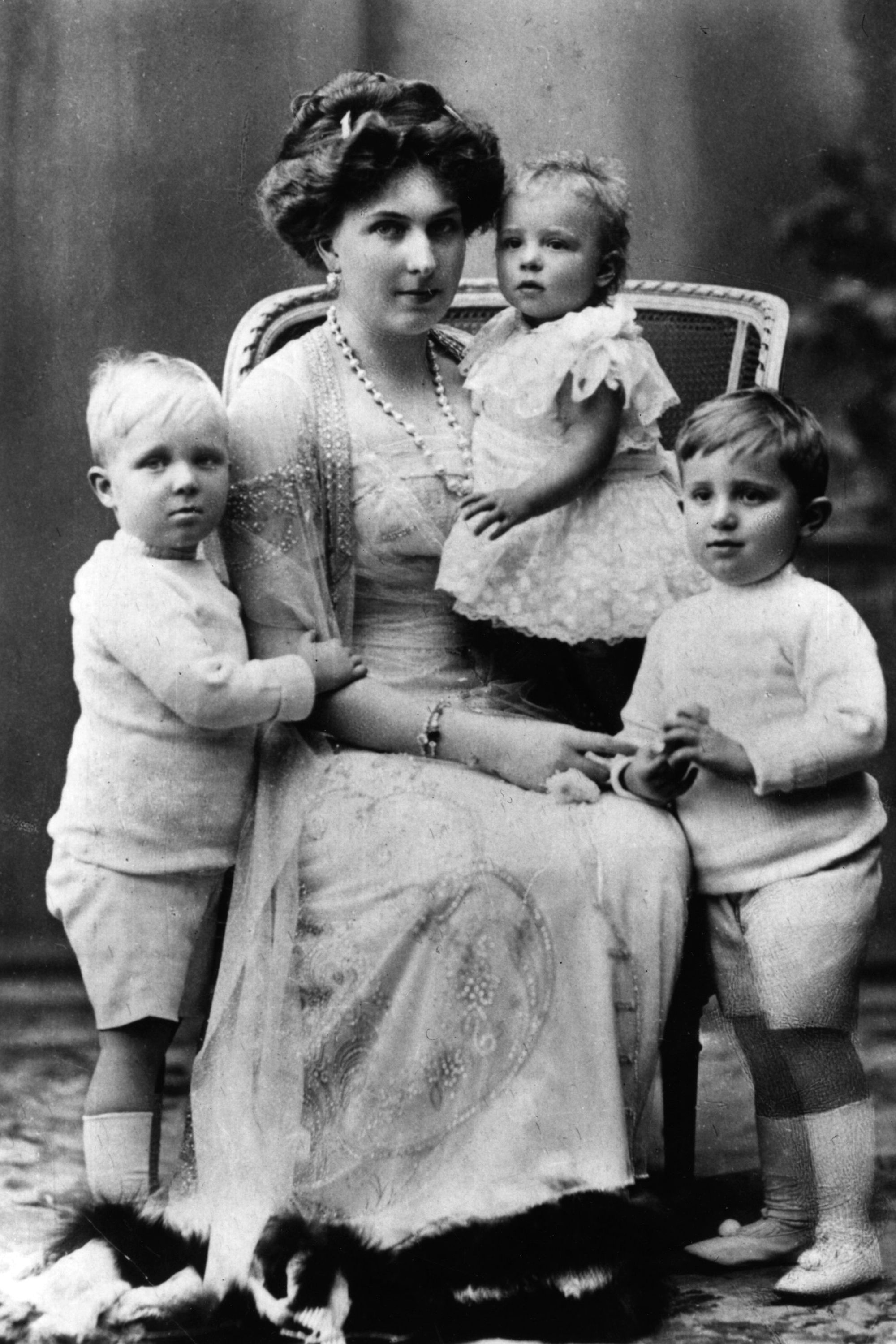
Koningin Victoria Eugénie, met haar oudste drie kinderen. Van links naar rechts: infant Jaime, infante Beatriz en infant Alfonso.

Het Spaanse koninklijk huis kondigde op 9 maart 1906 de verloving tussen Alfons en Victoria Eugénie aan. Veel Spanjaarden hadden hier bezwaar tegen, vanwege Victoria's lage komaf en het feit dat ze protestants was. Beide bezwaren werden echter al snel ondervangen. Victoria - bijgenaamd Ena - liet zich katholiek herdopen en Edward VII schonk haar het predicaat "Koninklijke Hoogheid", zodat ze van voldoende hoge adel was.
Op 31 mei 1906 traden de twee in het huwelijk in de kerk van de heilige Hiëronymus te Madrid. Toen het paar echter naar het koninklijk paleis terugkeerde wierp een anarchist genaamd Matteo Morral een bom naar de koets. Twaalf toeschouwers vonden de dood en nog eens honderd raakten gewond, alsmede enkele paarden. Alfons en Ena bleven echter ongedeerd en de plechtigheid ging gewoon door. De prins van Wales (de latere George V) dronk op hun gezondheid, maar bekende later dat het "niet gemakkelijk was geweest na alle emoties door die verschrikkelijke affaire veroorzaakt".
Het paar kreeg zeven kinderen:
- Alfonso (10 mei 1907 – 6 september 1938), trouwde (zonder de vereiste toestemming) twee keer, stierf bij een auto-ongeluk
- Jaime (23 juni 1908 – 20 maart 1975), trouwde twee keer, was doofstom
- Beatrix (22 juni 1909 – 22 november 2002), trouwde met prins Alessandro Torlonia
- Fernando (doodgeboren in 1910)
- Maria Christina (12 december 1911 – 23 december 1996), trouwde met graaf Enrico Marone
- Juan (20 juni 1913 – 1 april 1993), trouwde prinses Maria de las Mercedes van Bourbon
- Gonzalo (24 oktober 1914 – 13 augustus 1934), leed aan hemofilie, stierf bij een auto-ongeluk

### Buitenechtelijke kinderen
Alfons had ten minste zes buitenechtelijke kinderen bij vijf minnaressen.
Bij de Franse aristocrate Mélanie de Gaufridy de Dortan (1876-1937):
- Roger Marie Vincent Philippe Lévêque de Vilmorin (12 september 1905 - 20 juli 1980), erkend door Philippe de Vilmorin, een Frans botanicus en de man van Mélanie de Gaufridy de Dortan[1][2]

Bij Pauline de Saint-Glen:
- Charles Maxime Victor of Saint Glen (3 juli 1914 - 20 mei 1934)

Bij Béatrice Noon:
- Juana Alfonsa Milán y Quiñones de León (19 april 1916 - 16 mei 2005)

Bij de Spaanse actrice María del Carmen Ruiz y Moragas (1898-1936):
- Ana María Teresa Ruiz y Moragas (9 oktober 1925 - 6 september 1965)
- Leandro Alfonso Luis Ruiz y Moragas (26 april 1929 - 18 juni 2016), door het Spaanse rechtssysteem officieel erkend op 21 mei 2003 als Leandro Alfonso Luis de Borbón y Ruiz Moragas

Bij Marie Sousa:
- Alonso de Borbon Sousa (28 december 1930 - 30 april 1934)

## Latere regering en aftreden

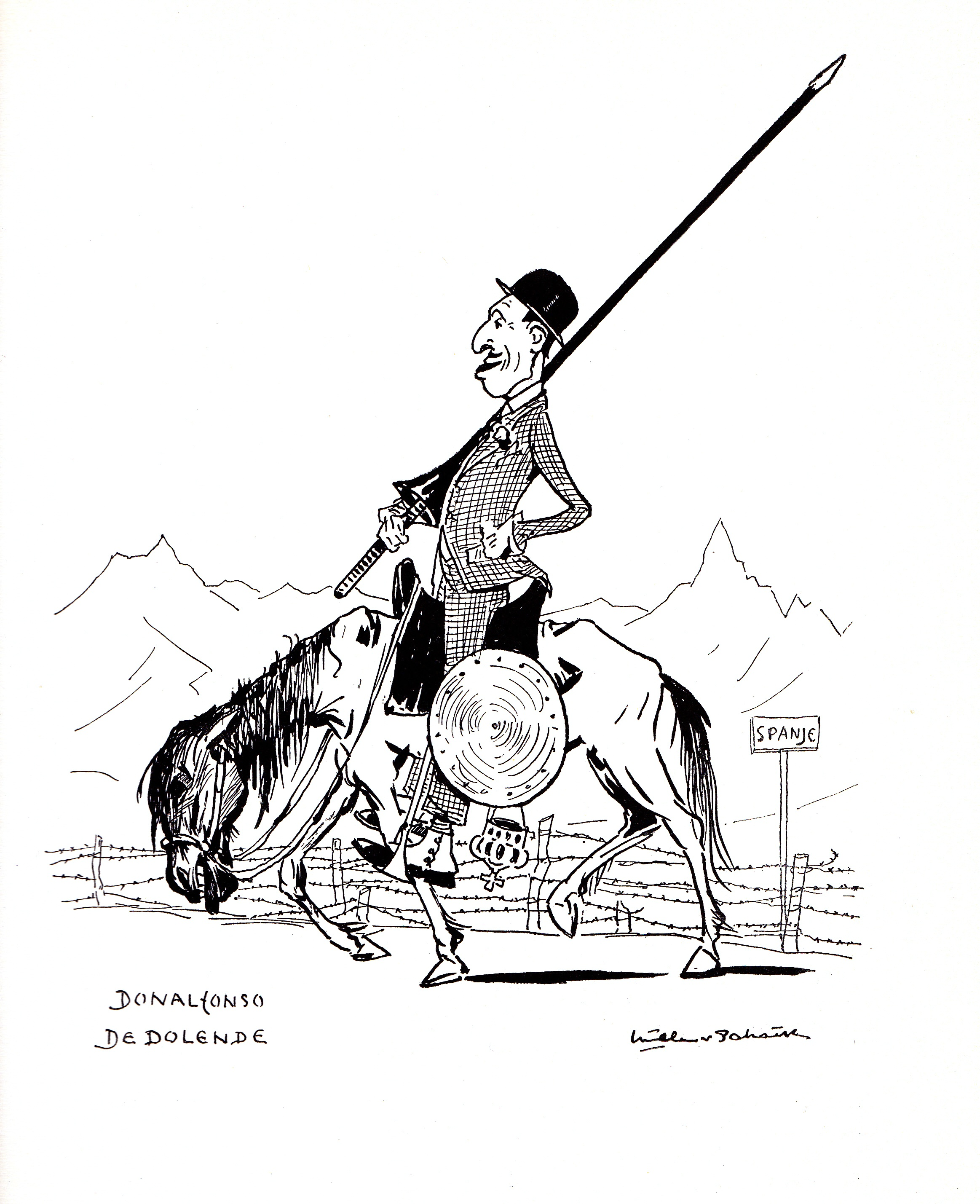
Alfonso XIII
(tekening door Willem van Schaik)

Spanje bleef tijdens de Eerste Wereldoorlog neutraal, hoewel Alfons en Ena op persoonlijke titel de geallieerden steunden. Na de oorlog zond de koning het leger naar het protectoraat Marokko om de bevolking aldaar weer onder de duim te krijgen. De Spaanse troepen leden echter een vreselijke nederlaag, die de republikeinen (Riffijnen) de koning in de schoenen schoven. Naar het voorbeeld van Benito Mussolini beraamde generaal Miguel Primo de Rivera in 1923 een militaire staatsgreep. In september verzocht Rivera de koning om de regering te ontslaan en met behulp van het leger te regeren. De militaristische Alfons was enthousiast over het idee en voldeed snel aan het verzoek. Twee maanden later stelde hij Rivera op een staatsbezoek in Italië trots voor als "mijn Mussolini". Hij maakte zich hiermee bepaald niet populair en er werden vele samenzweringen tegen zijn leven ontmaskerd. Koningin Ena liet zich, als ze in zee ging zwemmen, altijd door twee gewapende soldaten vergezellen.
In 1930 werden de protesten tegen de monarchie steeds feller en de roep om democratie steeds groter. In 1931 werd Alfons gedwongen gemeenteraadsverkiezingen toe te staan, die de republikeinen met overwicht wonnen. Mensenmenigtes gingen de straat op en eisten zijn aftreden. De koning zag zich geen andere keuze dan Spanje te verlaten, maar deed geen afstand van de troon. Op 14 april begon de Tweede Spaanse Republiek.

## Overlijden
De Spaanse koninklijke familie verspreidde zich over Europa en Alfons en Ena gingen uit elkaar. De ex-koning hield zich daarna vooral bezig met reizen en het voortzetten van zijn leven als playboy. Hij stierf op 28 februari 1941 en werd uit noodzaak in Rome begraven. 
Toen Franco overleed keerde het tij, de dood van koning Alfons was niet het definitieve einde van de Spaanse monarchie: in 1969 wees Francisco Franco Alfons' kleinzoon Juan Carlos I aan als nieuwe koning. Koning Alfons kreeg op bevel van zijn kleinzoon een plechtige exhumatie en koninklijke begrafenis in Spanje.
In januari 1980 werd zijn stoffelijk overschot met militaire eer overgebracht naar de koninklijk grafkelders in het Escorialklooster bij Madrid. De dienst werd bijgewoond door zijn zoon de Graaf van Barcelona die het lichaam van zijn vader op Spaanse bodem verwelkomde. Hij rust er sindsdien bij al zijn voorgangers in de koninklijke grafkelder.

## Voorouders
Alfons XIII is een zeldzaam voorbeeld van endogamie. In de elfde generatie heeft hij slechts 111 verschillende voorouders, terwijl men er in een standaardsituatie van verwacht 1024 te identificeren, hier zien we een situatie van kwartierherhaling van 89%.
| Francisco de Paula van Bourbon (1794-1865) | Francisco de Paula van Bourbon (1794-1865) | Francisco de Paula van Bourbon (1794-1865) | Francisco de Paula van Bourbon (1794-1865) | Francisco de Paula van Bourbon (1794-1865) | Francisco de Paula van Bourbon (1794-1865) | Louise Charlotte van Bourbon-Sicilië (1804-1844) | Louise Charlotte van Bourbon-Sicilië (1804-1844) | Louise Charlotte van Bourbon-Sicilië (1804-1844) | Louise Charlotte van Bourbon-Sicilië (1804-1844) | Louise Charlotte van Bourbon-Sicilië (1804-1844) | Louise Charlotte van Bourbon-Sicilië (1804-1844) |                                   |                                   | Ferdinand VII van Spanje (1784-1833)          | Ferdinand VII van Spanje (1784-1833)          | Ferdinand VII van Spanje (1784-1833)          | Ferdinand VII van Spanje (1784-1833)          | Ferdinand VII van Spanje (1784-1833)          | Ferdinand VII van Spanje (1784-1833)          | Maria Christina van Bourbon-Sicilië (1806-1878) | Maria Christina van Bourbon-Sicilië (1806-1878) | Maria Christina van Bourbon-Sicilië (1806-1878) | Maria Christina van Bourbon-Sicilië (1806-1878) | Maria Christina van Bourbon-Sicilië (1806-1878) | Maria Christina van Bourbon-Sicilië (1806-1878) |                                        |                                        | Karel van Oostenrijk-Teschen (1771-1847) | Karel van Oostenrijk-Teschen (1771-1847) | Karel van Oostenrijk-Teschen (1771-1847) | Karel van Oostenrijk-Teschen (1771-1847) | Karel van Oostenrijk-Teschen (1771-1847)   | Karel van Oostenrijk-Teschen (1771-1847)   | Henriëtte van Nassau-Weilburg (1797-1829)  | Henriëtte van Nassau-Weilburg (1797-1829)  | Henriëtte van Nassau-Weilburg (1797-1829)  | Henriëtte van Nassau-Weilburg (1797-1829)  | Henriëtte van Nassau-Weilburg (1797-1829)  | Henriëtte van Nassau-Weilburg (1797-1829)  |                                            |                                            | Jozef Anton Johan van Oostenrijk (1776-1847) | Jozef Anton Johan van Oostenrijk (1776-1847) | Jozef Anton Johan van Oostenrijk (1776-1847)         | Jozef Anton Johan van Oostenrijk (1776-1847)         | Jozef Anton Johan van Oostenrijk (1776-1847)         | Jozef Anton Johan van Oostenrijk (1776-1847)         | Maria Dorothea van Württemberg (1797-1855)           | Maria Dorothea van Württemberg (1797-1855)           | Maria Dorothea van Württemberg (1797-1855) | Maria Dorothea van Württemberg (1797-1855) | Maria Dorothea van Württemberg (1797-1855) | Maria Dorothea van Württemberg (1797-1855) |  |  |  |  |  |  |  |  |  |  |  |  |  |  |  |  |  |  |  |  |  |  |  |  |  |  |  |  |  |  |  |  |  |  |  |  |  |  |  |  |  |  |  |  |  |  |  |  |
| Francisco de Paula van Bourbon (1794-1865) | Francisco de Paula van Bourbon (1794-1865) | Francisco de Paula van Bourbon (1794-1865) | Francisco de Paula van Bourbon (1794-1865) | Francisco de Paula van Bourbon (1794-1865) | Francisco de Paula van Bourbon (1794-1865) | Louise Charlotte van Bourbon-Sicilië (1804-1844) | Louise Charlotte van Bourbon-Sicilië (1804-1844) | Louise Charlotte van Bourbon-Sicilië (1804-1844) | Louise Charlotte van Bourbon-Sicilië (1804-1844) | Louise Charlotte van Bourbon-Sicilië (1804-1844) | Louise Charlotte van Bourbon-Sicilië (1804-1844) |                                   |                                   | Ferdinand VII van Spanje (1784-1833)          | Ferdinand VII van Spanje (1784-1833)          | Ferdinand VII van Spanje (1784-1833)          | Ferdinand VII van Spanje (1784-1833)          | Ferdinand VII van Spanje (1784-1833)          | Ferdinand VII van Spanje (1784-1833)          | Maria Christina van Bourbon-Sicilië (1806-1878) | Maria Christina van Bourbon-Sicilië (1806-1878) | Maria Christina van Bourbon-Sicilië (1806-1878) | Maria Christina van Bourbon-Sicilië (1806-1878) | Maria Christina van Bourbon-Sicilië (1806-1878) | Maria Christina van Bourbon-Sicilië (1806-1878) |                                        |                                        | Karel van Oostenrijk-Teschen (1771-1847) | Karel van Oostenrijk-Teschen (1771-1847) | Karel van Oostenrijk-Teschen (1771-1847) | Karel van Oostenrijk-Teschen (1771-1847) | Karel van Oostenrijk-Teschen (1771-1847)   | Karel van Oostenrijk-Teschen (1771-1847)   | Henriëtte van Nassau-Weilburg (1797-1829)  | Henriëtte van Nassau-Weilburg (1797-1829)  | Henriëtte van Nassau-Weilburg (1797-1829)  | Henriëtte van Nassau-Weilburg (1797-1829)  | Henriëtte van Nassau-Weilburg (1797-1829)  | Henriëtte van Nassau-Weilburg (1797-1829)  |                                            |                                            | Jozef Anton Johan van Oostenrijk (1776-1847) | Jozef Anton Johan van Oostenrijk (1776-1847) | Jozef Anton Johan van Oostenrijk (1776-1847)         | Jozef Anton Johan van Oostenrijk (1776-1847)         | Jozef Anton Johan van Oostenrijk (1776-1847)         | Jozef Anton Johan van Oostenrijk (1776-1847)         | Maria Dorothea van Württemberg (1797-1855)           | Maria Dorothea van Württemberg (1797-1855)           | Maria Dorothea van Württemberg (1797-1855) | Maria Dorothea van Württemberg (1797-1855) | Maria Dorothea van Württemberg (1797-1855) | Maria Dorothea van Württemberg (1797-1855) |  |  |  |  |  |  |  |  |  |  |  |  |  |  |  |  |  |  |  |  |  |  |  |  |  |  |  |  |  |  |  |  |  |  |  |  |  |  |  |  |  |  |  |  |  |  |  |  |
|                                            |                                            |                                            |                                            |                                            |                                            |                                                  |                                                  |                                                  |                                                  |                                                  |                                                  |                                   |                                   |                                               |                                               |                                               |                                               |                                               |                                               |                                                 |                                                 |                                                 |                                                 |                                                 |                                                 |                                        |                                        |                                          |                                          |                                          |                                          |                                            |                                            |                                            |                                            |                                            |                                            |                                            |                                            |                                            |                                            |                                              |                                              |                                                      |                                                      |                                                      |                                                      |                                                      |                                                      |                                            |                                            |                                            |                                            |  |  |  |  |  |  |  |  |  |  |  |  |  |  |  |  |  |  |  |  |  |  |  |  |  |  |  |  |  |  |  |  |  |  |  |  |  |  |  |  |  |  |  |  |  |  |  |  |
|                                            |                                            |                                            |                                            | Frans van Assisi van Bourbon (1822-1902)   | Frans van Assisi van Bourbon (1822-1902)   | Frans van Assisi van Bourbon (1822-1902)         | Frans van Assisi van Bourbon (1822-1902)         | Frans van Assisi van Bourbon (1822-1902)         | Frans van Assisi van Bourbon (1822-1902)         |                                                  |                                                  |                                   |                                   |                                               |                                               | Isabella II van Spanje (1830-1904)            | Isabella II van Spanje (1830-1904)            | Isabella II van Spanje (1830-1904)            | Isabella II van Spanje (1830-1904)            | Isabella II van Spanje (1830-1904)              | Isabella II van Spanje (1830-1904)              |                                                 |                                                 |                                                 |                                                 |                                        |                                        |                                          |                                          |                                          |                                          | Karel Ferdinand van Oostenrijk (1818-1874) | Karel Ferdinand van Oostenrijk (1818-1874) | Karel Ferdinand van Oostenrijk (1818-1874) | Karel Ferdinand van Oostenrijk (1818-1874) | Karel Ferdinand van Oostenrijk (1818-1874) | Karel Ferdinand van Oostenrijk (1818-1874) |                                            |                                            |                                            |                                            |                                              |                                              | Elisabeth Francisca Maria van Oostenrijk (1831-1903) | Elisabeth Francisca Maria van Oostenrijk (1831-1903) | Elisabeth Francisca Maria van Oostenrijk (1831-1903) | Elisabeth Francisca Maria van Oostenrijk (1831-1903) | Elisabeth Francisca Maria van Oostenrijk (1831-1903) | Elisabeth Francisca Maria van Oostenrijk (1831-1903) |                                            |                                            |                                            |                                            |  |  |  |  |  |  |  |  |  |  |  |  |  |  |  |  |  |  |  |  |  |  |  |  |  |  |  |  |  |  |  |  |  |  |  |  |  |  |  |  |  |  |  |  |  |  |  |  |
|                                            |                                            |                                            |                                            | Frans van Assisi van Bourbon (1822-1902)   | Frans van Assisi van Bourbon (1822-1902)   | Frans van Assisi van Bourbon (1822-1902)         | Frans van Assisi van Bourbon (1822-1902)         | Frans van Assisi van Bourbon (1822-1902)         | Frans van Assisi van Bourbon (1822-1902)         |                                                  |                                                  |                                   |                                   |                                               |                                               | Isabella II van Spanje (1830-1904)            | Isabella II van Spanje (1830-1904)            | Isabella II van Spanje (1830-1904)            | Isabella II van Spanje (1830-1904)            | Isabella II van Spanje (1830-1904)              | Isabella II van Spanje (1830-1904)              |                                                 |                                                 |                                                 |                                                 |                                        |                                        |                                          |                                          |                                          |                                          | Karel Ferdinand van Oostenrijk (1818-1874) | Karel Ferdinand van Oostenrijk (1818-1874) | Karel Ferdinand van Oostenrijk (1818-1874) | Karel Ferdinand van Oostenrijk (1818-1874) | Karel Ferdinand van Oostenrijk (1818-1874) | Karel Ferdinand van Oostenrijk (1818-1874) |                                            |                                            |                                            |                                            |                                              |                                              | Elisabeth Francisca Maria van Oostenrijk (1831-1903) | Elisabeth Francisca Maria van Oostenrijk (1831-1903) | Elisabeth Francisca Maria van Oostenrijk (1831-1903) | Elisabeth Francisca Maria van Oostenrijk (1831-1903) | Elisabeth Francisca Maria van Oostenrijk (1831-1903) | Elisabeth Francisca Maria van Oostenrijk (1831-1903) |                                            |                                            |                                            |                                            |  |  |  |  |  |  |  |  |  |  |  |  |  |  |  |  |  |  |  |  |  |  |  |  |  |  |  |  |  |  |  |  |  |  |  |  |  |  |  |  |  |  |  |  |  |  |  |  |
|                                            |                                            |                                            |                                            |                                            |                                            |                                                  |                                                  |                                                  |                                                  | Alfons XII van Spanje (1857-1885)                | Alfons XII van Spanje (1857-1885)                | Alfons XII van Spanje (1857-1885) | Alfons XII van Spanje (1857-1885) | Alfons XII van Spanje (1857-1885)             | Alfons XII van Spanje (1857-1885)             |                                               |                                               |                                               |                                               |                                                 |                                                 |                                                 |                                                 |                                                 |                                                 |                                        |                                        |                                          |                                          |                                          |                                          |                                            |                                            |                                            |                                            |                                            |                                            | Maria Christina van Oostenrijk (1858-1929) | Maria Christina van Oostenrijk (1858-1929) | Maria Christina van Oostenrijk (1858-1929) | Maria Christina van Oostenrijk (1858-1929) | Maria Christina van Oostenrijk (1858-1929)   | Maria Christina van Oostenrijk (1858-1929)   |                                                      |                                                      |                                                      |                                                      |                                                      |                                                      |                                            |                                            |                                            |                                            |  |  |  |  |  |  |  |  |  |  |  |  |  |  |  |  |  |  |  |  |  |  |  |  |  |  |  |  |  |  |  |  |  |  |  |  |  |  |  |  |  |  |  |  |  |  |  |  |
|                                            |                                            |                                            |                                            |                                            |                                            |                                                  |                                                  |                                                  |                                                  | Alfons XII van Spanje (1857-1885)                | Alfons XII van Spanje (1857-1885)                | Alfons XII van Spanje (1857-1885) | Alfons XII van Spanje (1857-1885) | Alfons XII van Spanje (1857-1885)             | Alfons XII van Spanje (1857-1885)             |                                               |                                               |                                               |                                               |                                                 |                                                 |                                                 |                                                 |                                                 |                                                 |                                        |                                        |                                          |                                          |                                          |                                          |                                            |                                            |                                            |                                            |                                            |                                            | Maria Christina van Oostenrijk (1858-1929) | Maria Christina van Oostenrijk (1858-1929) | Maria Christina van Oostenrijk (1858-1929) | Maria Christina van Oostenrijk (1858-1929) | Maria Christina van Oostenrijk (1858-1929)   | Maria Christina van Oostenrijk (1858-1929)   |                                                      |                                                      |                                                      |                                                      |                                                      |                                                      |                                            |                                            |                                            |                                            |  |  |  |  |  |  |  |  |  |  |  |  |  |  |  |  |  |  |  |  |  |  |  |  |  |  |  |  |  |  |  |  |  |  |  |  |  |  |  |  |  |  |  |  |  |  |  |  |
|                                            |                                            |                                            |                                            |                                            |                                            |                                                  |                                                  |                                                  |                                                  |                                                  |                                                  |                                   |                                   |                                               |                                               |                                               |                                               |                                               |                                               |                                                 |                                                 |                                                 |                                                 |                                                 |                                                 |                                        |                                        |                                          |                                          |                                          |                                          |                                            |                                            |                                            |                                            |                                            |                                            |                                            |                                            |                                            |                                            |                                              |                                              |                                                      |                                                      |                                                      |                                                      |                                                      |                                                      |                                            |                                            |                                            |                                            |  |  |  |  |  |  |  |  |  |  |  |  |  |  |  |  |  |  |  |  |  |  |  |  |  |  |  |  |  |  |  |  |  |  |  |  |  |  |  |  |  |  |  |  |  |  |  |  |
|                                            |                                            |                                            |                                            |                                            |                                            |                                                  |                                                  |                                                  |                                                  |                                                  |                                                  |                                   |                                   |                                               |                                               |                                               |                                               |                                               |                                               |                                                 |                                                 |                                                 |                                                 |                                                 |                                                 |                                        |                                        |                                          |                                          |                                          |                                          |                                            |                                            |                                            |                                            |                                            |                                            |                                            |                                            |                                            |                                            |                                              |                                              |                                                      |                                                      |                                                      |                                                      |                                                      |                                                      |                                            |                                            |                                            |                                            |  |  |  |  |  |  |  |  |  |  |  |  |  |  |  |  |  |  |  |  |  |  |  |  |  |  |  |  |  |  |  |  |  |  |  |  |  |  |  |  |  |  |  |  |  |  |  |  |
|                                            |                                            |                                            |                                            |                                            |                                            |                                                  |                                                  |                                                  |                                                  |                                                  |                                                  |                                   |                                   | Maria de las Mercedes van Bourbon (1880-1904) | Maria de las Mercedes van Bourbon (1880-1904) | Maria de las Mercedes van Bourbon (1880-1904) | Maria de las Mercedes van Bourbon (1880-1904) | Maria de las Mercedes van Bourbon (1880-1904) | Maria de las Mercedes van Bourbon (1880-1904) |                                                 |                                                 |                                                 |                                                 | Maria Theresia van Bourbon (1882-1912)          | Maria Theresia van Bourbon (1882-1912)          | Maria Theresia van Bourbon (1882-1912) | Maria Theresia van Bourbon (1882-1912) | Maria Theresia van Bourbon (1882-1912)   | Maria Theresia van Bourbon (1882-1912)   |                                          |                                          |                                            |                                            | Alfons XIII van Spanje (1886-1931)         | Alfons XIII van Spanje (1886-1931)         | Alfons XIII van Spanje (1886-1931)         | Alfons XIII van Spanje (1886-1931)         | Alfons XIII van Spanje (1886-1931)         | Alfons XIII van Spanje (1886-1931)         |                                            |                                            |                                              |                                              |                                                      |                                                      |                                                      |                                                      |                                                      |                                                      |                                            |                                            |                                            |                                            |  |  |  |  |  |  |  |  |  |  |  |  |  |  |  |  |  |  |  |  |  |  |  |  |  |  |  |  |  |  |  |  |  |  |  |  |  |  |  |  |  |  |  |  |  |  |  |  |